# Pavetta vanderijstii
Pavetta vanderijstii är en måreväxtart som beskrevs av Cornelis Eliza Bertus Bremekamp. Pavetta vanderijstii ingår i släktet Pavetta och familjen måreväxter.
Artens utbredningsområde är Kongo-Kinshasa. Inga underarter finns listade i Catalogue of Life.